# Batrachorhina distigma
Batrachorhina distigma är en skalbaggsart som först beskrevs av Leon Fairmaire 1893.  Batrachorhina distigma ingår i släktet Batrachorhina och familjen långhorningar. Inga underarter finns listade.